# Robert Vancea
Robert Vancea (nacido el 28 de septiembre de 1976) es un exfutbolista rumano que se desempeñaba como defensa.
Jugó para clubes como el FCU Craiova 1948, Extensiv Craiova, JEF United Ichihara, FC Politehnica Timișoara y CS Pandurii Târgu Jiu.

## Trayectoria

### Clubes
| Club                     | País    | Año         |
| ------------------------ | ------- | ----------- |
| FCU Craiova 1948         | Rumania | 1994 - 1995 |
| Extensiv Craiova         | Rumania | 1995 - 1996 |
| Constructorul Craiova    | Rumania | 1996 - 1997 |
| FCU Craiova 1948         | Rumania | 1997 - 1999 |
| JEF United Ichihara      | Japón   | 1999        |
| FCU Craiova 1948         | Rumania | 2000        |
| Extensiv Craiova         | Rumania | 2000 - 2003 |
| FC Politehnica Timișoara | Rumania | 2003 - 2004 |
| CS Pandurii Târgu Jiu    | Rumania | 2004 - 2009 |